# Park Kyung
Park Kyung (em coreano: 박경; 8 de julho de 1992), é um cantor e rapper sul-coreano. Ele é integrante do boy group sul-coreano Block B.

## Carreira

### Pré-debut
Park Kyung começou sua carreira de rapper, promovendo subterrânea juntamente com o Zico. Ele usou o nome de Holke, o que significa Horse-K. Park Kyung estreou em 2009, com o single digital "The Letter" como duo com o Zico.

### 2015: "Problematic Men" e Ordinary Love
Em 27 de agosto de 2015, a variedade show de televisão Problematic Men anunciou que Park Kyung gostaria de participar do show como um membro do elenco regular, a partir do dia 6 de setembro.
Uma imagem teaser para a debut solo de Park Kyung foi lançado em 9 de setembro de 2015. A sua agência Seven Seasons comentou: "Park Kyung mostrou afeto especial e paixão ao escrever e compondo sua canção solo.Esta será uma oportunidade para ele crescer como artista". "Ordinary Love" foi produzido por coreano/norte-Americano jazz produtor de Hip Hop Kero One ao lado Park Kyung com Park Boram em 21 de setembro de 2015. O single ficou no topo em vários gráficos coreanos em tempo real no dia de seu lançamento e ficou em #1 na MelOn e em #3 no Gaon Single Chart.

### 2016: Inferiority Complex e Ogeul Ogeul
Em 18 de Maio de 2016, à meia-noite, um vídeo teaser foi carregado para a próxima música de de Park chamada "Inferiority Complex" feat Eunha do GFRIEND. com o MV e a música sendo liberado sete dias depois.
Além de lançar uma música juntos, em Maio Park Kyung e Eunha atuou na segunda temporada do programa online "Oh My God! Tip", em que eles atuaram várias dicas para lidar com situações difíceis.
Em 25 de Maio à meia-noite, Park Kyung lançou o videoclipe de seu single, "Inferiority Complex". É um bonito e romântico dueto com Eunha do GFriend, no vídeo da música os dois cantores interpretam um casal que vive com problema de ciúme. O vídeo inclui cenas divertidas deles em um shopping e sua própria versão da transmissão ao vivo do programa "My Little Television", e apresenta uma abundância de cenas bonitos do par. O single foi classificado em #1 em uma variedade de charts coreanos em tempo real.
Em outubro, Park Kyung apareceu no show de variedades Celebrity Bromance com o companheiro do elenco de Problematic Men Kim Ji-seok.
No dia 15 de dezembro, foi anunciado que Park Kyung iria lançar o single "Ogeul Ogeul" quatro dias depois. "Ogeul Ogeul" foi lançado pela primeira vez como uma música mixtape em 2013; a faixa de apoio é de Kero One. O título é uma transcrição da expressão coreana "오글 오글", que se refere ao sentimento servil experimentado quando se está assistindo algo extravagante.

### 2017: Notebook
Em 8 de janeiro, Bloco B anunciou que Park Kyung iria lançar o seu primeiro mini-álbum "Notebook", em 18 de janeiro.

## Vida pessoal
Ele é um membro da Mensa International.